# Roxane Knetemann
Roxane Knetemann (Roosendaal en Nispen, 1 april 1987) is een Nederlands voormalig wielrenster. Ze is de dochter van oud-wielrenners Gerrie Knetemann en Gré Donker. Ze heeft een broer en een zus. In oktober 2009 werd ze met 33 punten Nederlands kampioen op de puntenkoers. In december 2012 herhaalde ze deze prestatie. Op 30 december 2012 werd ze samen met Marianne Vos Nederlands kampioene op de baan in de discipline koppelkoers.
Knetemann studeerde pedagogiek en werkte korte tijd in de jeugdzorg.

## Carrière
In 2011 reed ze voor de nieuwe vrouwenploeg van Skil-Shimano, Skil-Koga. In 2012 stapte ze over naar Rabobank, waar ze vijf jaar voor zou rijden. In 2017 reed ze voor de Franse wielerploeg FDJ Nouvelle-Aquitaine Futuroscope, in 2018 voor het Italiaanse Alé Cipollini en in haar afscheidsjaar 2019 voor Parkhotel Valkenburg. Knetemann sloot haar carrière af na de Boels Ladies Tour en het criterium van Assendelft.
Met de mountainbike won ze op 9 januari 2016 de strandrace Egmond-pier-Egmond, voor Nina Kessler en Rozanne Slik. Op de weg behaalde Knetemann regelmatig ereplaatsen in prologen en korte tijdritten. Zo werd ze in 2015 4e in de proloog van de Energiewacht Tour en 3e in de proloog van de Giro Rosa. In deze ronde moest ze op de laatste dag opgeven vanwege een armbreuk. Met haar ploeg Rabo-Liv behaalde ze zilver op het WK ploegentijdrit 2013 in Florence en brons in 2015 in Richmond.
Zij is televisiecommentator, bij o.a. de NOS en SBS6 en zit ze als wielrendeskundige aan de bar bij Vandaag Inside. In 2023, 2024 en 2025 was ze regelmatig te zien bij De Avondetappe.
In 2023 was Knetemann, samen met Rutger Castricum, te zien in een aflevering van De gevaarlijkste wegen van de wereld. In datzelfde jaar deed Knetemann mee aan het televisieprogramma Weet Ik Veel. Ook begint ze in dat jaar samen met Ellen van Dijk de podcast wegkletsen, over vrouwenwielrennen. In de zomer van 2024 was Knetemann te zien in het RTL 4-programma Over de oceaan, waarin ze met vijf andere bekende Nederlanders met een zeilschip zelf de Atlantische Oceaan overstaken. Datzelfde jaar fietste ze de Alpe d' Huzes, zes keer de berg omhoog voor de strijd tegen kanker. Ook deed Knetemann in 2024 samen met Michael Boogerd mee aan het televisieprogramma Top 4000 Muziekquiz.
In 2025 was Knetemann panellid in het televisieprogramma Ranking the Stars. Ook nam ze dat jaar deel aan Code van Coppens: De wraak van de Belgen.

## Palmares

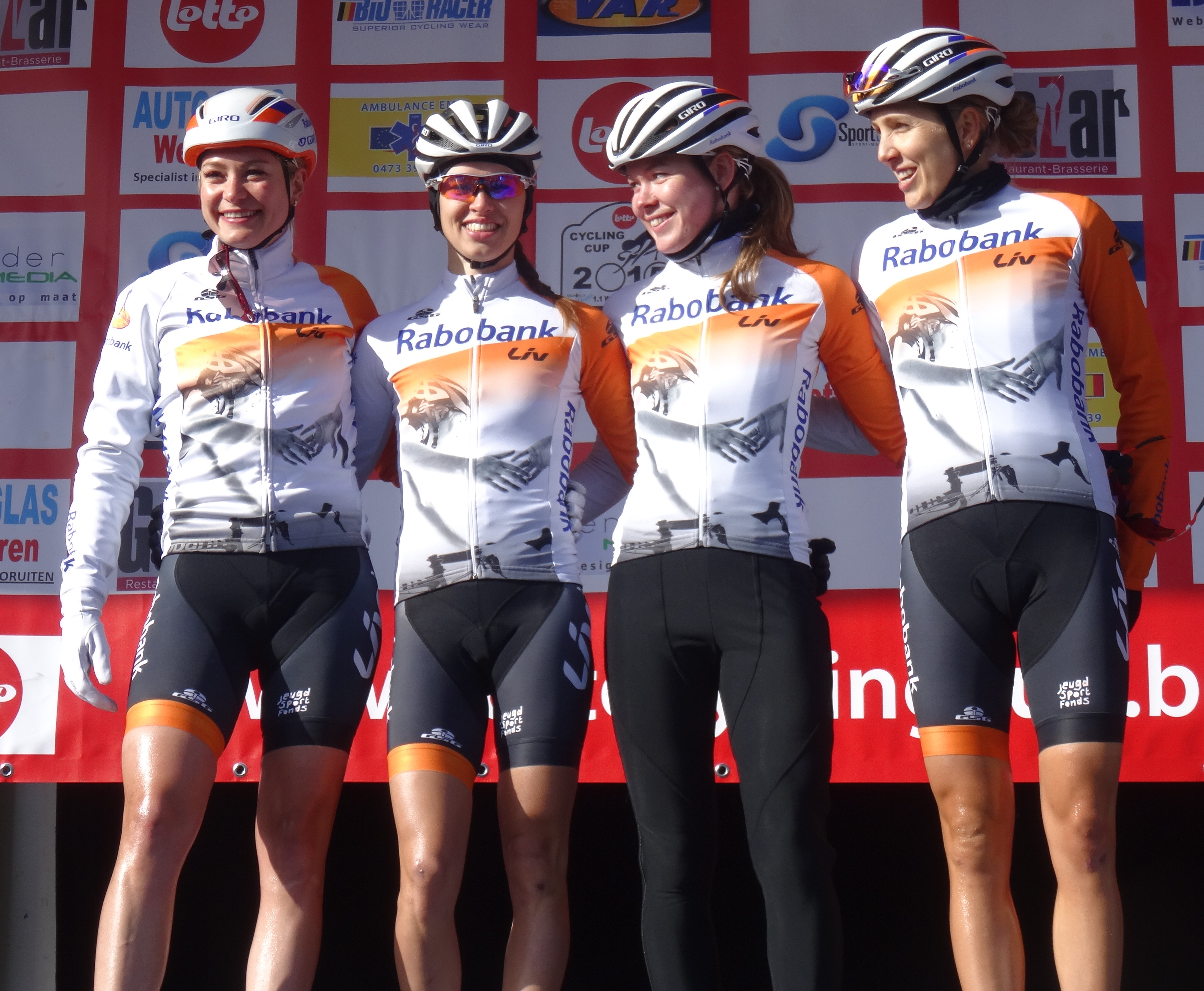
Knetemann (links), Le Samyn 2015.

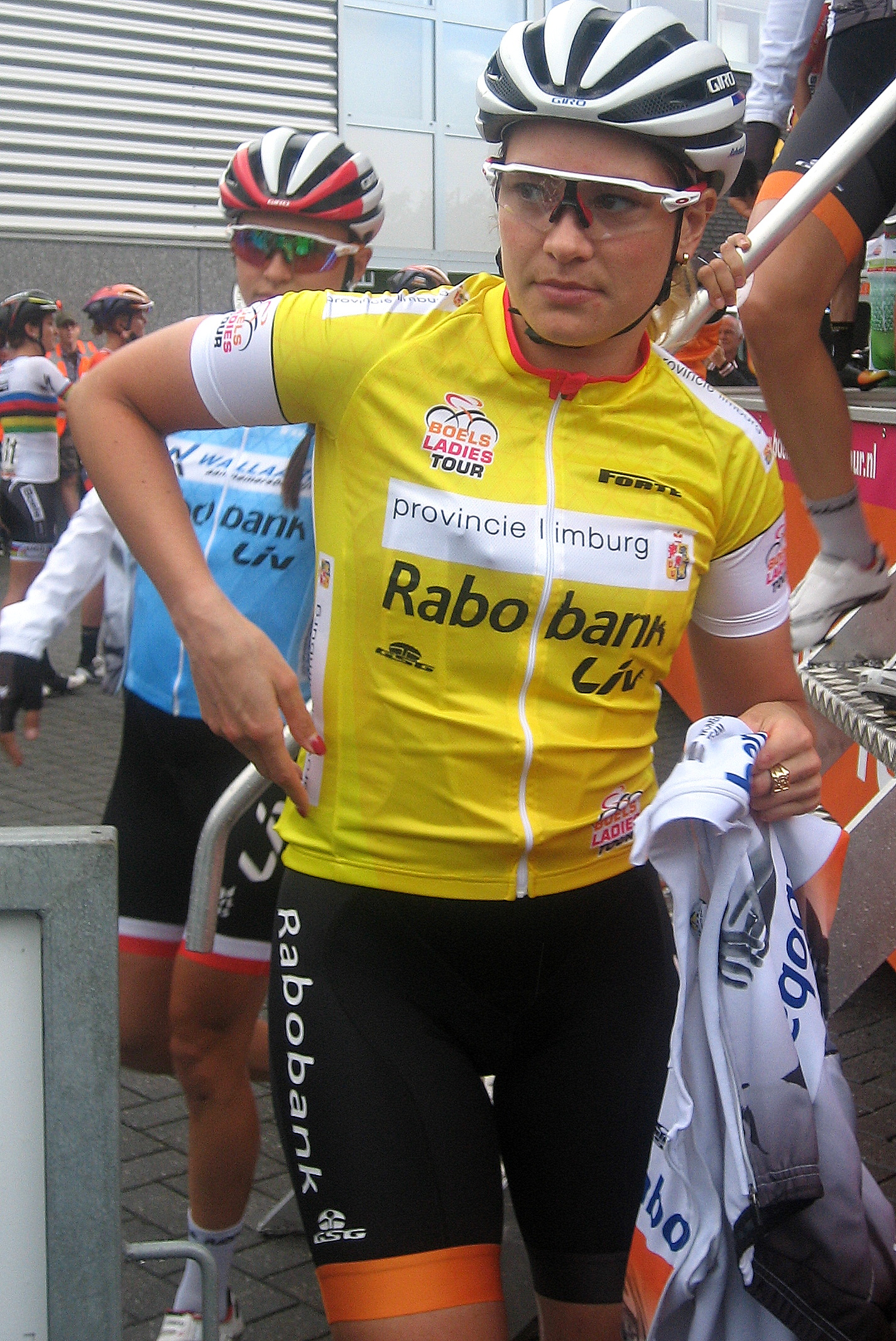
In de Boels Ladies Tour 2016.

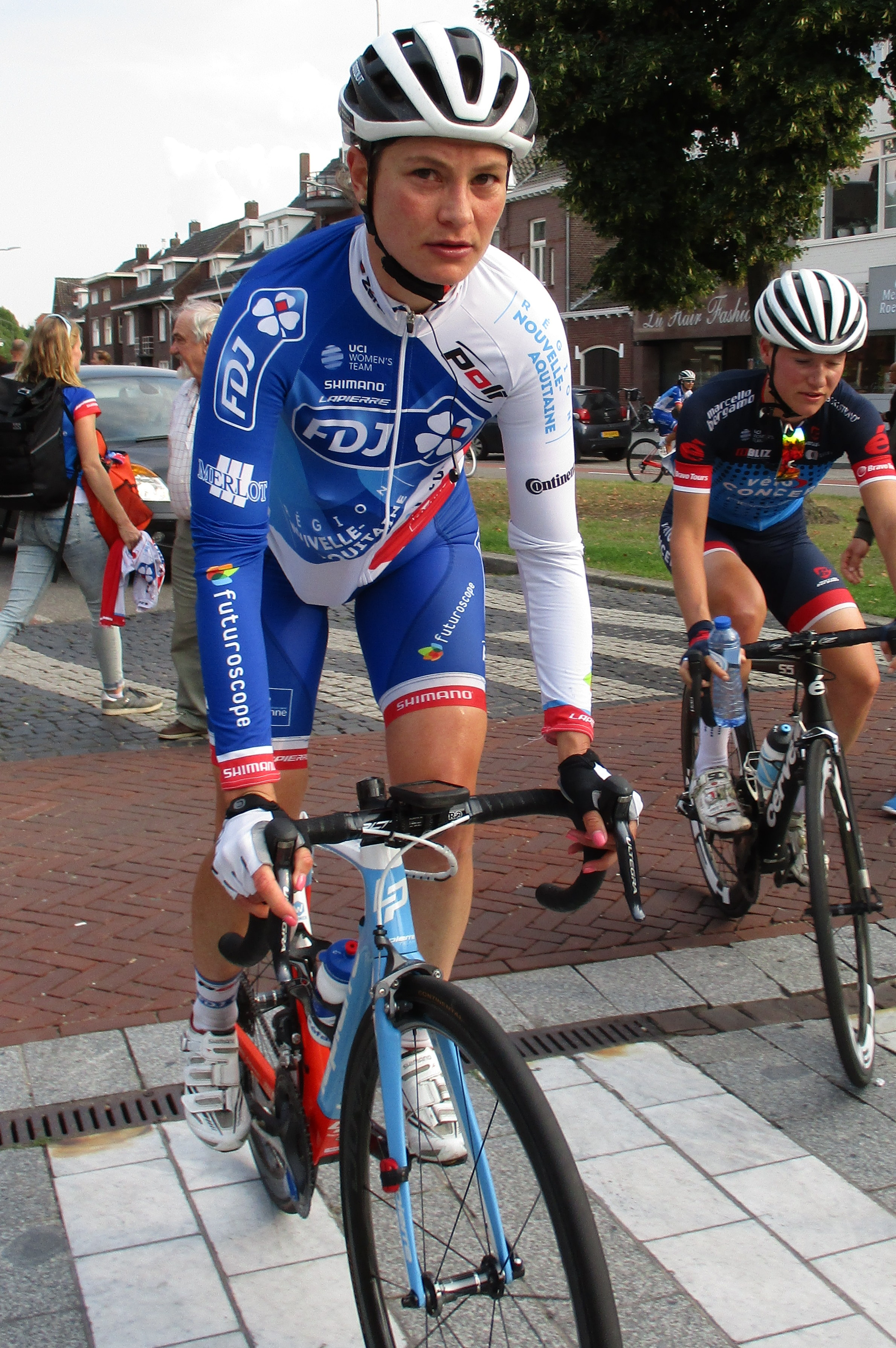
In de Boels Ladies Tour 2017.

### Weg
2009
5e in Omloop van de Blauwe Stad
2011
4e in 3e etappe Tour de Limousin
2012
4e in Knokke-Heist-Bredene
2013
 WK Ploegentijdrit in Florence (Italië)
5e in proloog La Route de France
5e in 3e etappe Ronde van Thüringen
2014
2e in Open de Suède Vårgårda (TTT)
3e in Open de Suède Vårgårda (WB)
3e in GP Gippingen
4e in Boels Rental Hills Classic
5e in Gent-Wevelgem
5e in proloog Ladies Tour of Norway
2015
 WK Ploegentijdrit in Richmond (VS)
3e in proloog Giro Rosa
3e in etappe 2A (TTT) Energiewacht Tour
4e in proloog Energiewacht Tour
5e in NK Tijdrijden
2016
 Bergklassement Holland Ladies Tour
Ronde van Ureterp
 NK Tijdrijden
3e in Open de Suède Vårgårda (TTT)
4e in 1e etappe (TTT) Energiewacht Tour
5e in proloog GP Elsy Jacobs
5e in proloog Giro Rosa
2017
5e in NK Tijdrijden
Klassiekers en WK
| Jaar | Gent-Wevelgem | Ronde van Vlaanderen | Amstel Gold Race | Luik-Bast.‑Luik | Ronde van Drenthe | Waalse Pijl |  | WK op de weg |
| ---- | ------------- | -------------------- | ---------------- | --------------- | ----------------- | ----------- |  | ------------ |
| 2007 |               |                      |                  |                 | 81e               |             |  |              |
| 2008 |               |                      |                  |                 |                   |             |  |              |
| 2009 |               |                      |                  |                 | 55e               |             |  |              |
| 2010 |               |                      |                  |                 | 28e               | 60e         |  |              |
| 2011 |               | 42e                  |                  |                 | 35e               | 35e         |  |              |
| 2012 |               |                      |                  |                 | 25e               | 78e         |  |              |
| 2013 |               |                      |                  |                 | opgave            | 69e         |  |              |
| 2014 | 5e            | 25e                  |                  |                 | 18e               |             |  | opgave       |
| 2015 | 6e            | 40e                  |                  |                 | 20e               | 7e          |  | 81e          |
| 2016 | 52e           |                      |                  |                 | 47e               | 39e         |  | 93e          |
| 2017 | 32e           | 49e                  | 18e              | 29e             | 34e               | 26e         |  |              |
| 2018 | 28e           | 32e                  | 58e              | 83e             | 37e               | 61e         |  |              |
| 2019 | 66e           |                      |                  |                 | 23e               |             |  |              |

### Mountainbike
2014
- Egmond-pier-Egmond

2015
- Egmond-pier-Egmond

2016
- Egmond-pier-Egmond

### Baan
| Jaar | NK                                                     | WK | Overig |
| ---- | ------------------------------------------------------ | -- | ------ |
| 2005 | Scratch, Puntenkoers, Achtervolging                    |    |        |
| 2006 |                                                        |    |        |
| 2007 |                                                        |    |        |
| 2008 |                                                        |    |        |
| 2009 | Puntenkoers, Koppelkoers (met Amy Pieters)             |    |        |
| 2010 | Koppelkoers (met Amy Pieters), Scratch                 |    |        |
| 2011 | Puntenkoers, Scratch                                   |    |        |
| 2012 | Koppelkoers (met Marianne Vos), Puntenkoers            |    |        |
| 2013 | Puntenkoers, Scratch, Koppelkoers (met Vera Koedooder) |    |        |
| 2014 |                                                        |    |        |
| 2015 | Puntenkoers, Koppelkoers (met Vera Koedooder)          |    |        |
| 2016 |                                                        |    |        |
| 2017 | Puntenkoers Koppelkoers (met Amy Pieters)              |    |        |
| 2018 | Koppelkoers (met Marit Raaijmakers)                    |    |        |

## Privé
Knetemann deed de studie ecologische pedagogiek aan de Hogeschool van Utrecht, ze werkte onder andere in de jeugdzorg en bij TalentNED. Ze is getrouwd met voormalig wielrenner Wim Stroetinga.